# Sistema de tránsito punto a punto
El sistema de tránsito punto a punto (en inglés: Point-to-point transit) se refiere a un sistema de transporte en el cual un avión, autobús, tren o barco se desplaza directamente hacia su destino sin pasar por un centro de conexión. A diferencia del modelo de distribución de spoke-hub, en el cual el transporte se dirige a una ubicación central donde los pasajeros deben cambiar a otro tren, autobús o avión para llegar a su destino.

## Ventajas y desventajas
El sistema de transporte de punto a punto tiene diversas ventajas y desventajas.

### Ventajas
- Elimina la necesidad de conexiones en la mayoría de los casos, lo que ahorra tiempo y evita posibles retrasos o inconvenientes relacionados con las conexiones.
- Reduce significativamente el tiempo de viaje al viajar directamente de la fuente al destino, sin detenerse en un centro de conexión intermedio.
- Reduce el riesgo de pérdida de equipaje o retrasos en la entrega del mismo, ya que no se requiere la transferencia de equipaje entre diferentes medios de transporte.
- El consumo total de combustible y la contaminación por pasajero tienden a ser más bajos, ya que los viajes directos consumen menos combustible en comparación con las rutas que involucran conexiones y escalas.
- El sistema punto a punto es menos propenso a retrasos en comparación con el modelo de hub y spoke, ya que la falta de interdependencia entre los viajes reduce la posibilidad de efecto dominó cuando un vuelo retrasado afecta a otros vuelos de conexión.

### Desventajas
- Si no se ofrece servicio directo entre un par de origen y destino deseado, los pasajeros deben hacer conexiones adicionales o utilizar otro modo de transporte para completar su viaje.
- La frecuencia de los viajes puede verse reducida, ya que el número de pares origen-destino es mucho mayor en comparación con los sistemas de concentradores.
- En caso de eventos climáticos importantes o fallas en el sistema, puede resultar más difícil aislar los problemas a una sola parte del país, ya que no existe un centro de conexión centralizado para manejar y redirigir el tráfico.

## Uso en el transporte terrestre
El sistema de tránsito punto a punto también se utiliza en el transporte terrestre, como en el caso de autobuses y trenes. En este contexto, el sistema de tránsito punto a punto implica que los vehículos viajen directamente desde el origen hasta el destino sin la necesidad de pasar por un centro de conexión central.
Algunos ejemplos de uso del sistema de tránsito punto a punto en el transporte terrestre incluyen:
- Autobuses directos: Algunas compañías de autobuses ofrecen rutas punto a punto en las que los autobuses viajan directamente desde una ciudad de origen a una ciudad de destino sin realizar paradas intermedias. Esto permite a los pasajeros llegar a su destino sin tener que transferirse a otro autobús o realizar conexiones.
- Trenes de alta velocidad: Los trenes de alta velocidad, como el TGV en Francia o el Shinkansen en Japón, suelen operar bajo el sistema de tránsito punto a punto. Estos trenes viajan directamente desde una ciudad de origen hasta una ciudad de destino, sin pasar por estaciones intermedias que requieran conexiones.
- Servicios de transporte privado: En el caso de servicios de transporte privado, como taxis o servicios de vehículos de alquiler, el sistema de tránsito punto a punto es la norma. Los pasajeros pueden solicitar un vehículo para llevarlos directamente desde su ubicación actual hasta su destino sin necesidad de realizar paradas adicionales.

## Uso en el transporte marítimo
El sistema de tránsito punto a punto también se utiliza en el transporte marítimo, especialmente en el ámbito de los servicios de ferry y cruceros. En este contexto, el sistema de tránsito punto a punto implica que los barcos viajen directamente desde un puerto de origen a un puerto de destino sin hacer escalas intermedias en otros puertos.

## Uso en el transporte aéreo
El sistema de tránsito punto a punto también es ampliamente utilizado en el transporte aéreo. Aquí, el sistema de tránsito punto a punto implica que los vuelos viajen directamente desde el aeropuerto de origen al aeropuerto de destino sin necesidad de hacer escalas en un centro de conexión. Algunos ejemplos del uso del sistema de tránsito punto a punto en el transporte aéreo son:
1. Aerolíneas de bajo costo: Muchas aerolíneas de bajo costo operan bajo el modelo de tránsito punto a punto. Estas aerolíneas ofrecen vuelos directos desde un aeropuerto de origen a un aeropuerto de destino sin realizar paradas intermedias. Esto les permite ofrecer tarifas más bajas y una experiencia de vuelo más simple.[8]
2. Aerolíneas regionales: Las aerolíneas regionales a menudo operan vuelos punto a punto entre ciudades o regiones específicas. Estas aerolíneas conectan aeropuertos más pequeños y atienden rutas menos concurridas, ofreciendo vuelos directos sin la necesidad de realizar conexiones en grandes aeropuertos de conexión.[9]
3. Vuelos chárter: Los vuelos chárter también pueden operar bajo el sistema de tránsito punto a punto. Estos vuelos se programan específicamente para llevar a grupos de pasajeros desde un lugar de origen a un destino determinado, sin escalas o conexiones adicionales.[10]